# 埃及商業車輛生產公司
埃及商業車輛生產公司（英語：Manufacturing Commercial Vehicles，簡稱：MCV），是位于埃及的一間商用車輛製造公司，亦是当地平治巴士和貨車的代理。埃及MCV在英國設有MCV巴士，前身是2001年關閉的馬歇爾巴士，後來被MCV購入改稱為MCV巴士，主要為英國市場設計製造巴士車身。

## 車型一覽

### 商用車輛
- 梅賽德斯-賓士Sprinter

### 巴士
- ECHOLINE E10 / 20
- ECHOLINE E30
- ECHOLINE E40

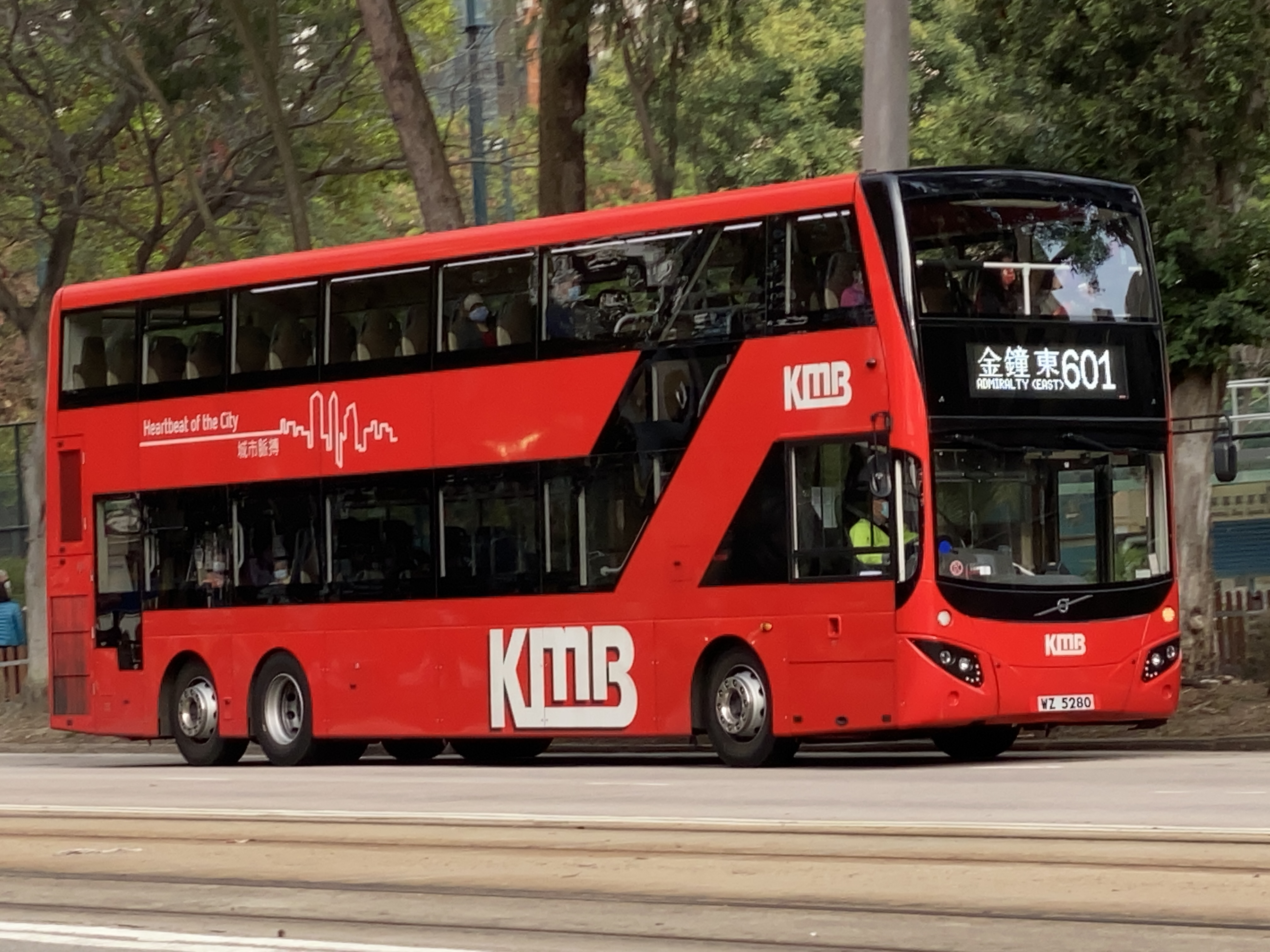
採用MCV EvoSeti車身的富豪B8L

- MCV eVolution（2005年至今）
- MCV EvoRa（2017年至今）
- MCV Alfa
- MCV Ego（2006-2007）
- MCV Stirling（2003-2005）
- MCV Capital（2003年）
- MCV DD102，用於VDL DB300（2012年）
- MCV DD103，用於富豪B9TL（2010-2014）
- MCV EvoSeti（2015年至今），用於富豪B5TL、富豪B5LH及富豪B8L
- 梅賽德斯-賓士200 Safari
- 梅賽德斯-賓士MCV 240E
- 梅賽德斯-賓士MCV 260C / R / S
- 梅賽德斯-賓士MCV 260T
- 梅賽德斯-賓士400 E / H / R / T
- 梅賽德斯-賓士500
- 梅賽德斯-賓士600
- 梅賽德斯-賓士C120 / C120 LE
- 梅賽德斯-賓士Tourismo
- 梅賽德斯-賓士Travego

### 貨車
- 梅賽德斯-賓士Actros
- 梅賽德斯-賓士Atego 917 / 1325 AF / 1528 AF
- 梅賽德斯-賓士Axor 1823 / 1923 / 1928
- 梅賽德斯-賓士LN
- 梅賽德斯-賓士MB 1728